# Staffartjärnen
Staffartjärnen är en sjö i Örnsköldsviks kommun i Ångermanland och ingår i Nätraåns huvudavrinningsområde. Sjön är 21,2 meter djup, har en yta på 0,0947 kvadratkilometer och befinner sig 304,1 meter över havet. Sjön avvattnas av vattendraget Grätnäsån.

## Delavrinningsområde
Staffartjärnen ingår i det delavrinningsområde (702038-160720) som SMHI kallar för Utloppet av Staffarttjärnen. Medelhöjden är 322 meter över havet och ytan är 1,34 kvadratkilometer. Det finns inga avrinningsområden uppströms utan avrinningsområdet är högsta punkten. Grätnäsån som avvattnar avrinningsområdet har biflödesordning 3, vilket innebär att vattnet flödar genom totalt 3 vattendrag innan det når havet efter 45 kilometer. Avrinningsområdet består mestadels av skog (63 procent). Avrinningsområdet har 0,1 kvadratkilometer vattenytor vilket ger det en sjöprocent på 7,2 procent.